# Nicolas Chuquet
Nicolas Chuquet (* zwischen 1445 und 1455 in Paris; † 1487 oder 1488 in Lyon) war ein französischer Mathematiker.

## Leben
Chuquet stammte nach eigenen Angaben aus Paris und erwarb dort ein Bakkalaureat in Medizin. Ab etwa 1480 taucht er in den Steuerlisten von Lyon auf und wird dort als Algoriste (Rechenmeister) beschrieben. Außerdem arbeitete er als Kopist und Schreiber. Sonst ist kaum etwas über ihn bekannt. Hinweise auf italienische Quellen in seinen Werken könnten auf einen Aufenthalt in Italien deuten, es gab aber auch viele italienische Kaufleute in Lyon.
Sein Hauptwerk Triparty en la science des nombres blieb während seiner Lebzeit unveröffentlicht. Es ist das früheste französische Werk zur Algebra. Bis ins 19. Jahrhundert galt Estienne de La Roches L'arismetique von 1520 als erstes Algebrabuch. Im Jahre 1841 stellte Michel Chasles klar, dass La Roches Arbeit in weiten Teilen eine Abschrift von Nicolas Chuquets Buch ist. In den 1870er Jahren entdeckte der Wissenschaftler Aristide Marre Nicolas Chuquets Manuskript und veröffentlichte es im Jahr 1880. Im Manuskript finden sich auch Anmerkungen de La Roches.

## Werk

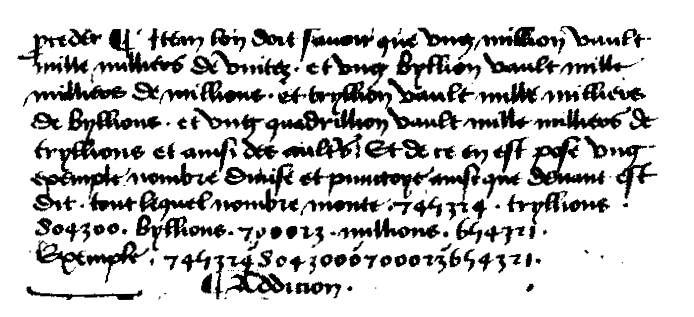
Ausschnitt aus dem Manuskript der Triparty en la science des nombres mit der Beschreibung großer Zahlen

Nicolas Chuquet erfand eine eigene Notation für algebraische Begriffe und  Potenzierung. Mit großer Wahrscheinlichkeit war er der erste Mathematiker, der Null und negative Zahlen als mögliche Exponenten erkannt hat.
Auf Nicolas Chuquet geht die Lange Skala (französisch échelle longue) zur Bezeichnung großer Zahlen zurück. Er unterteilte diese in Gruppen mit je 6 Ziffern und gab ihnen eine Serie von Namen: Den ersten 6 Ziffern den Namen Million, der zweiten Sechsergruppe den Namen Billion, dann folgen Trillion und Quadrillion. Im Gegensatz zur modernen Bezeichnung heißen die Zwischenstufen nicht Milliarde, sondern Tausend Million.
Er arbeitete klar die Rechengesetze für Potenzen {\displaystyle a^{n}a^{m}=a^{n+m}} und {\displaystyle (a^{n})^{m}=a^{n\cdot m}} heraus in einer Anordnung der Gegenüberstellung einer arithmetischen und geometrischen Folge. Ähnliches findet sich auch später bei Michael Stifel und anderen Autoren des 16. Jahrhunderts und diese Reduktion von Multiplikation auf Addition steht neben trigonometrischen Additionsformeln am Beginn der Entwicklung der Logarithmen.
Weiterhin wird ihm die Regel der Mittelzahlen zugerechnet.